# Jamie Siminoff
Jamie Siminoff est le fondateur de la société de domotique et de sécurité résidentielle Ring qui a été rachetée par Amazon en février 2018 pour une valeur estimée entre 1,2 et 1,8 milliard de dollars,.
La vente de sa société à Amazon a été une belle revanche pour Jamie Siminoff qui avait vu les requins de l'émission de téléréalité Shark Tank bouder sa compagnie en 2013. L'émission Shark Tank invite des entrepreneurs qui présentent leurs idées à un groupe d'investisseurs appelés les requins ; à la fin de la présentation de l'investisseur, les requins rejettent son idée ou y investissent.

## Biographie
Jamie Siminoff a gradué du Babson College en 1999.
En 2011, Siminoff a imaginé et construit une sonnette connectée vidéo compatible WiFi, afin de voir le porche de sa maison lorsqu'il était dans le garage.
Il est apparu en tant qu'entrepreneur sur Shark Tank en 2013. Bien que l'idée ait plu aux requins, tous ont refusé d'investir. Par la suite, son entreprise est devenue la plus grande société à avoir jamais participé à l'émission.
En 2018, Ring a été racheté par Amazon, et Siminoff est retourné à Shark Tank en tant que requin invité.
Il est membre de YPO (Young Presidents' Organization).